# Nové Veselí
Pour les articles homonymes, voir Veselí.
Nové Veselí (en allemand : Neu Wessely, Neuwessely ou Neuwesseln) est un bourg (městys) du district de Žďár nad Sázavou, dans la région de Vysočina, en République tchèque. Sa population s'élevait à 1 358 habitants en 2023.

## Géographie
Nové Veselí se trouve dans la région historique de Moravie, sur le cours supérieur de l'Oslava, sur les hauteurs tchéco-moraves, en limite de l'espace naturel protégé CHKO Žďárské vrchy. La commune est implantée sur la rive du Veselský rybník (étang de Wessell), d'une superficie de 87 ha. Un étang plus grand, le Matějovský rybník se trouve au nord-ouest. Le Babin rybník est également proche.
Nové Veselí est située à 6 km au sud-ouest de Žďár nad Sázavou, à 44 km au nord-est de Jihlava à 123 km à l'est-sud-est de Prague.
La commune est limitée par Budeč au nord, par Žďár nad Sázavou à l'est, par Březí nad Oslavou au sud-est, par Újezd au sud-ouest, et par Matějov à l'ouest.

## Histoire
Nové Veselí apparaît vraisemblablement lors de la transition entre le XIIIe et le XIVe siècle, lors de la colonisation de la forêt-frontière morave, sur la route commerciale Libitzer Steig conduisant en Bohême. La première mention écrite du lieu est celle de 1377, dans la table nationale, du village Wessela villa, sous suzeraineté des Meziříčí. Elle indique que Jan von Meziříčí le Jeune a hérité de tous les biens de son cousin Jan von Meziříčí l'Ancien, en 1368, avant que celui-ci n'émigre en Italie. L'existence d'une paroisse à Wesele est attestée en 1393.
Depuis 1446, Wesele possède le droit de retour au propriétaire. L'année suivante, Georg von Krawarn, de Strážnice, vend ses droits sur Wesele à Jan von Lomnice l'Ancien. En 1515, Vilém Meziříčský, de Lomnice, hérite des droits et du bourg. Wesele devient un village en 1529. Neu Wessely lui succède en 1552. En 1562, Sigmund Held, de Kement, hérite du bien grâce à sa seconde épouse Alena Meziříčský. L'année suivante, le 16 mai 1563, il accorde le droit de brassage au village et édifie, pour ce faire, l'étang Kněžský rybník. La brasserie seigneuriale est construite simultanément. C'est également en 1563 que Ferdinand Ier du Saint-Empire étend les droits des villages. Neu Wessely reçoit un nouveau blason, avec des barres d'argent tenues par deux lions rouges, le pouvoir judiciaire, le droit de tenir marché et de posséder des corporations. En 1564, le donjon est agrandi en petit château. Durant la seconde moitié du XVIe siècle, les seigneurs de Pernstein construisent le Veselský rybník. En 1592, les seigneurs de Polná, en Bohême, interdisent, sous peine de punition, l'importation de bière de Neu Wessely par leurs sujets de Velká Losenice. En 1598, Alena Berka, de Lomnice, confirme les privilèges accordés par Sigmund Held.
En 1654, un incendie détruit quatorze habitations. La première école est attestée en 1662 à Neu Wessely. L'année 1667 voit une inspection des établissements par le capitaine Hertlin, de Datschitz, à la suite de plaintes concernant la qualité de la bière. Neu Wessely est reçue en succession, en 1678, par Georg Christoph von Globitz. Lui succèdent les comtes Kinský, qui louent le bien en 1707 au cloître cistercien de Saar, avant de leur en vendre la suzeraineté deux ans plus tard.
En 1745, le fief de Neu Wessely est supprimé de la table nationale et le castelet est abandonné. En 1760, à l'achèvement de l'église Saint-Venceslas, l'ancienne église est démolie. Finalement, le château déserté est vendu pour 116 florins au meunier Růžička.
En 1831, un grand incendie détruit 70 bâtiments, parmi lesquels l'école, le presbytère et l'église. Lors de la reconstruction de cette dernière, en 1860, la hauteur du clocher est diminuée d'un tiers. Après l'abolition de la féodalité, Nové Veselí/Neu Wessely constitue, à partir de 1850, une place de foire dans le district politique de Neustadtl.
En 1926, une distillerie commence sa production. Le statut de mestys de Nové Veselí n'est pas confirmé en 1948. À partir de 1949, la commune est rattachée au district de Žďár nad Sázavou. En 1977, une cidrerie est construite. L'année 1998 voit la confirmation par le Parlement des armes et de la bannière de Nové Veselí. En 1999, un nouveau cimetière est édifié, consacré en 2000.
Depuis le 10 octobre 2006, Nové Veselí a de nouveau le statut de městys.

## Population
Recensements (*) ou estimations de la population de la commune dans ses limites actuelles :
| 1869* | 1880* | 1890* | 1900* | 1910* | 1921* |
| ----- | ----- | ----- | ----- | ----- | ----- |
| 838   | 983   | 878   | 985   | 878   | 832   |

| 1930* | 1950* | 1961* | 1970* | 1980* | 1991* |
| ----- | ----- | ----- | ----- | ----- | ----- |
| 774   | 791   | 932   | 945   | 1 091 | 1 170 |

| 2001* | 2011* | 2014  | 2015  | 2016  | 2017  |
| ----- | ----- | ----- | ----- | ----- | ----- |
| 1 223 | 1 238 | 1 296 | 1 299 | 1 307 | 1 333 |

| 2018  | 2019  | 2020  | 2021* | 2022  | 2023  |
| ----- | ----- | ----- | ----- | ----- | ----- |
| 1 334 | 1 326 | 1 333 | 1 295 | 1 352 | 1 358 |

## Transports
Nové Veselí se trouve sur la route reliant Žďár nad Sázavou à Bohdalov, à 6,5 km de Žďár nad Sázavou, à 31 km de Jihlava et à 168 km de Prague..

## Patrimoine
L'église Saint-Venceslas est un bâtiment baroque à une seule nef, édifié en 1752 par l'abbé Bernhard von Hennet. Elle est consacrée en 1757. Elle abrite des fonts baptismaux en étain de 1609, portant une inscription en tchèque ancien. On peut également y voir deux statues, l'une de saint Jean-Népomucène, l'autre de saint Florian avec la Vierge Marie. La chapelle baroque Saint-Roch a été édifiée en 1680, à titre de protection contre la peste. Le presbytère date de 1784. Il est voisin du vieux cimetière. L'église de 1860 contient un autel datant de 1800. Sa croix monolithique, de sept mètres de haut, est en granit.
Le castelet Renaissance de Nové Veselí est construit en 1564, pour la comtesse Berka de Lomnice. Il comporte un portail et une arcade Renaissance. C'est une propriété privée appartenant depuis 1989 à Miloš Zeman.
Nové Veselí possède également un ancien moulin avec un enduit décoré en sgraffito. L'ancienne école date de 1822.

## Sport
Nové Veselí possède une équipe de handball.

## Personnalités liées à la commune
- Julius Pelikán (1887-1969), sculpteur, est né à Nové Veselí.
- Václav Kálik (1891-1952), compositeur, a passé ses étés à Nové Veselí de 1914 à 1922, et y a composé certaines de ses œuvres.
- Václav Kratochvíl (1903-1988), colonel-général de l'armée tchécoslovaque, est originaire de Nové Veselí.
- Miloš Zeman (né en 1944), président du gouvernement, a vécu de 2002 à 2013 (année de son élection à la présidence de la République) à Nové Veselí. Il en est citoyen d'honneur depuis 1999.